# گارده
گارده (به لاتین: Gardê) یک منطقهٔ مسکونی در جمهوری خلق چین است که در منطقه خودمختار تبت واقع شده‌است. گارده
- نفر جمعیت دارد.